# マイクロシナリオ法
マイクロシナリオ法（マイクロシナリオほう、英語: Micro Scenario Method, MSM）とは、人工物の設計を行う際に、そのコンセプトを明確にするたの手法である。人間中心設計の考え方を実現するための方法のひとつであり、シナリオベーストデザインやユースケースシナリオなどを含むシナリオ手法のひとつに位置づけられる。マイクロシナリオ手法とも呼ばれる。

## 概要
マイクロシナリオは、問題マイクロシナリオ (pMS: problem Micro Scenario) と解決マイクロシナリオ (sMS: solution Micro Scenario)に分かれる。

### 問題マイクロシナリオ (pMS)
pMSはフィールド調査などによって得た情報から解決すべき問題と思われるものをシナリオ記述したものであり、特に問題点ひとつに対してシナリオひとつを記述する点から、問題の微細構造 (micro structure) を記述するシナリオという意味でマイクロシナリオと呼ばれている。マイクロシナリオには、その内容を表現するキーワードが付与され、それらはタグ (tag) と呼ばれる。一回のフィールド調査からは複数のpMSが生成されうるが、それらに共通したユーザ情報や文脈情報などは共通情報 (GI: Ground Information) として作成される。したがってひとつのGIが複数のpMSとtagのセットにリンクを張る形となる。
複数のフィールド調査によって得られたpMSを一括して保存するデータベースに対してtagを利用した検索を行うと、同種類の問題を含んだpMSが検索され、それらの内容をまとめて問題点が集約される。なお同一のpMSは異なるtag検索によって異なるpMSと組み合わされ、別の側面に関して問題点集約に利用されることがありうる。

### 解決マイクロシナリオ (sMS)
集約された問題点に対して複数の解決案が考案され、それがsMSとなる。それらのsMSは、実現容易性、コスト、ユーザメリットなどの側面に関して加重を与えられ、その総和の形で各sMSの適切さが評価される。複数のsMSの中からもっとも高い得点を得たsMSが最終的に採用されることになる。

### 問題点の把握
これら一連の手続きをマイクロシナリオ手法というが、特にpMSは簡潔に問題を表現していることから、問題点の把握に有効であることが経験的に知られている。

### 研究
2005年（平成17年）、小樽商科大学准教授の平沢尚毅を代表とするユーザビリティ・ソリューション開発研究プロジェクトチームが共同研究の一環として「マイクロシナリオ手法による設計方法の教育訓練スキーム」の研究成果報告を行った。